# Samsonite 200 1997
Samsonite 200 1997 var ett race som var den sjunde deltävlingen i Indy Racing League 1996/1997. Racet kördes den 29 juni på Pikes Peak International Raceway. Tony Stewart närmade sig mästerskapsledande Davey Hamilton, genom att ta sin första IRL-seger i karriären. Fransmannen Stéphan Grégoire överraskade genom att bli tvåa, bara två tiondelar bakom Stewart, medan Hamilton slutade trea.

## Slutresultat
| Plats | Förare           | Team                   | Grid |
| ----- | ---------------- | ---------------------- | ---- |
| 1     | Tony Stewart     | Team Menard            | 2    |
| 2     | Stéphan Grégoire | Chastain Motorsports   | 11   |
| 3     | Davey Hamilton   | A.J. Foyt Enterprises  | 4    |
| 4     | Eddie Cheever    | Cheever Racing         | 13   |
| 5     | Buzz Calkins     | Bradley Motorsports    | 7    |
| 6     | Vincenzo Sospiri | Team Scandia           | 18   |
| 7     | Scott Goodyear   | Treadway Racing        | 3    |
| 8     | Buddy Lazier     | Hemelgarn Racing       | 12   |
| 9     | Affonso Giaffone | Chitwood Motorsports   | 10   |
| 10    | Robbie Groff     | McCormack Motorsports  | 16   |
| 11    | Mark Dismore     | PDM Racing             | 21   |
| 12    | Eliseo Salazar   | Team Scandia           | 14   |
| 13    | Marco Greco      | Team Scandia           | 22   |
| 14    | Kenny Bräck      | A.J. Foyt Enterprises  | 6    |
| 15    | Arie Luyendyk    | Treadway Racing        | 8    |
| 16    | Jack Miller      | Arizona Motorsports    | 20   |
| 17    | Greg Ray         | Knapp Motorsports      | 17   |
| 18    | Roberto Guerrero | Pagan Racing           | 5    |
| 19    | Billy Boat       | PDM Racing             | 15   |
| 20    | Jimmy Kite       | Team Scandia           | 9    |
| 21    | Johnny Unser     | Byrd-Cunningham Racing | 19   |
| 22    | Scott Sharp      | A.J. Foyt Enterprises  | 1    |